# Гіларі Смарт
Гіларі Смарт (англ. Hilary Smart, 29 липня 1925 — 8 січня 2000) — американський яхтсмен.
Олімпійський чемпіон 1948 року в класі Зоряний.